# Investigación en servicios de salud
La investigación en servicios de salud es un campo científico multidisciplinario que examina cómo la población obtiene acceso a los profesionales de la salud y servicios de atención médica, cuánto cuestan los servicios de salud y qué sucede con los pacientes como resultado de la prestación de estos servicios.

## Tipos de investigaciones
La Organización Panamericana de la Salud propone un modelo de clasificación de investigaciones en servicios de salud:
- Contexto social, económico y/o político de los servicios de salud
- Evaluación de las condiciones de salud
- Producción de recursos en salud (recursos humanos, instalaciones, equipo y tecnología)
- Distribución de recursos en salud (recursos humanos, instalaciones, equipo y tecnología)
- Estructura organizacional de sistemas de salud y sus componentes
- Suministro de servicios personales de salud
- Gerencia de sistemas de salud (institucional, local, regional y nacional)
- Economía en salud (estudios micro y macroeconómicos)
- Comunidad y participación social
- Evaluación (técnicas y metodología)